# Barbicornis fusa
Barbicornis fusa är en fjärilsart som beskrevs av Adalbert Seitz 1917. Barbicornis fusa ingår i släktet Barbicornis och familjen Riodinidae. Inga underarter finns listade i Catalogue of Life.